# Fernanda G. Weiden
Fernanda G. Weiden é uma engenheira, administradora de sistemas e executiva brasileira. Já trabalhou no Google, Facebook e atualmente é CTO na multinacional VTEX. É ex-membro do conselho da Fundação Software Livre América Latina, integrante do grupo Debian Women e uma das organizadoras do FISL - considerado um dos maiores eventos do mundo na área. 
Foi eleita vice-presidente da Free Software Foundation Europe em 2009, além de já ter sido palestrante na conferência Wizards of Operating Systems, realizada em Berlim.
Nascida em Porto Alegre, possui ascendência italiana e alemã.

## Administração de Sistemas para Meninas
Fernanda é a principal organizadora, na 12ª edição do Fórum Internacional Software Livre, de um pioneiro curso de administração de sistemas para mulheres, com o objetivo de incentivar a participação feminina em um mercado majoritariamente masculino.

## Ligações Externas
- Página na rede Software Livre Brasil
- Fernanda G. Weiden fala ao Serpro
- A mulher nos mercados de internet e de tecnologia